# Glenwood Landing
Glenwood Landing és una concentració de població designada pel cens dels Estats Units a l'estat de Nova York. Segons el cens del 2000 tenia 3.541 habitants.

## Demografia
Segons el cens del 2000, Glenwood Landing tenia 3.541 habitants, 1.262 habitatges, i 1.009 famílies. La densitat de població era de 1.395,1 habitants per km².
Dels 1.262 habitatges en un 37,6% hi vivien nens de menys de 18 anys, en un 67,1% hi vivien parelles casades, en un 9,5% dones solteres, i en un 20% no eren unitats familiars. En el 17% dels habitatges hi vivien persones soles el 8,3% de les quals corresponia a persones de 65 anys o més que vivien soles. El nombre mitjà de persones vivint en cada habitatge era de 2,81 i el nombre mitjà de persones que vivien en cada família era de 3,17.
Per edats la població es repartia de la següent manera: un 26,2% tenia menys de 18 anys, un 4,7% entre 18 i 24, un 27,4% entre 25 i 44, un 25,4% de 45 a 60 i un 16,2% 65 anys o més.
L'edat mediana era de 40 anys. Per cada 100 dones de 18 o més anys hi havia 86,8 homes.
La renda mediana per habitatge era de 78.341 $ i la renda mediana per família de 90.784 $. Els homes tenien una renda mediana de 68.939 $ mentre que les dones 35.833 $. La renda per capita de la població era de 33.689 $. Entorn de l'1% de les famílies i el 2,4% de la població estaven per davall del llindar de pobresa.